# 이삼 장군 유물
이삼 장군 유물(李森 將軍 遺物)은 대한민국 충청남도 논산시 상월면 주곡리에 있는 유물이다. 1976년 1월 8일 충청남도의 유형문화재 제63호로 지정되었다.

## 개요
이삼(1677∼1735) 장군은 조선 후기의 무신으로, 숙종 31년(1705) 무과에 급제하였다. 조선 경종 때에는 포도대장으로 많은 공을 세웠으며, 영조 원년(1725) 어영대장을 지냈다. 영조 3년 훈련대장이 되어 이인좌의 난을 평정하는데 공을 세워 2등공신이 되어, 함은군에 봉해졌다.
상월면 석종리에 무덤과 영당이 있고, 주곡리에 있는 고택에 이 유물이 보관되어 있다.
언월도는 길이 191.5㎝,무게 2.9㎏으로 ‘용광사우두성(龍光射牛頭星)’이라는 명문이 새겨 있다. 철퇴는 길이 62㎝, 무게 1.3㎏으로 둥근 철구에 자루를 끼웠고, 철구에는 못과 같은 것이 박혀있다. 길이 134㎝, 폭 64㎝의 영정은 무관의 옷을 입은 상(像)과 문관의 옷을 입은 상이 있다. 검은 길이 70㎝, 무게 1.8㎏이다.

## 같이 보기
- 논산 백일헌 종택

## 참고 자료
- 이삼장군유물 - 국가유산청 국가유산포털